# Bois de Cleeve
Le bois de Cleeve, à Hanham est un site biologique d'intérêt scientifique particulier depuis 1966. D’une superficie de 8,9 hectares, il est situé dans le South Gloucestershire.
Le bois de Cleeve est situé sur les pentes raides exposées au sud de la vallée de la rivière Avon près de la ville de Bristol.
Le principal intérêt scientifique du bois est la population particulièrement importante d'asperges des bois (Ornithogalum pyrenaicum) qu'il abrite. La population d'asperges des bois dans le bois de Cleeve est considéré comme la plus grande et la plus stable dans son aire de distribution.
Le bois est constitué de frênes et d'ormes (variante méridionale) présent à l’origine, mais beaucoup d’arbres ont été plantés avec des espèces non indigènes principalement des hêtres (Fagus sylvatica) et d'érables sycomores (Acer pseudoplatanus), et quelques marronniers (Aesculus hippocastanum) et cyprès. Dans les zones les plus naturelles du bois, le frêne élevé (Fraxinus excelsior) est dominant avec occasionnellement le chêne pédonculé (Quercus robur). Dans ces lieux, la strate arbustive est dominée par l’érable champêtre (Acer campestre), l’aubépine (Crataegus monogyna), le sureau noir (Sambucus nigra), le noisetier (Corylus avellana) et le orme de montagne (Ulmus glabra).
La couche de terrain dans de nombreuses zones est dominée par le lierre grimpant (Hedera helix), en particulier sur les pentes perturbées. La flore inclut communément aussi la mercuriale vivace (Mercurialis perennis), la Jacinthe des bois (Hyacinthoides non-scripta), l'iris fétide (Iris foetidissima), la clématite des haies (Clematis vitalba) et la brachypode des bois (Brachypodium sylvaticum).